# Een op zijn rug liggende krab
Een op zijn rug liggende krab (Crab on its Back) is een schilderij van de Nederlandse kunstschilder Vincent van Gogh, in olieverf op doek, 38 bij 46,8 centimeter groot. Het werd geschilderd in augustus-september 1887 te Parijs en toont een rode krab op een groene achtergrond. Het werk bevindt zich in het Van Gogh Museum te Amsterdam.
Van Gogh werd geïnspireerd door Japanse prenten die hij van zijn broer Theo van Gogh ontving. In 1889 maakte Van Gogh een vergelijkbaar werk genaamd Twee krabben.